# Amphinomidae
Los gusanos de cerdas (Amphinomidae), también llamados ratones marinos, son una familia de poliquetos cuyas quetas están mineralizadas con carbonatos. Los más conocidos son los gusanos de fuego, los cuales son luminiscentes y urticantes. 

## Galería

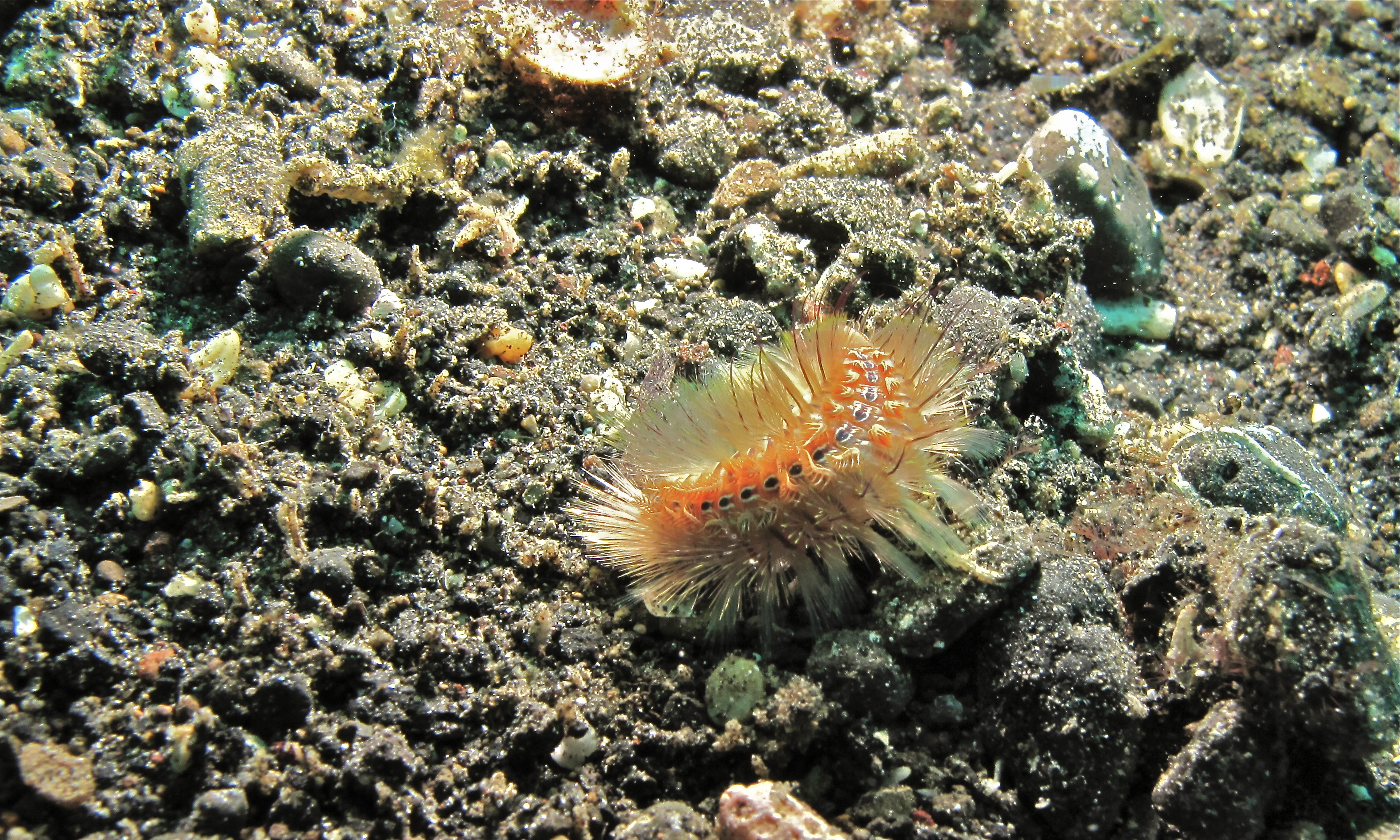
Chloeia.
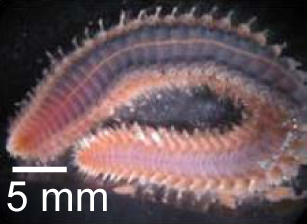
Cryptonome.
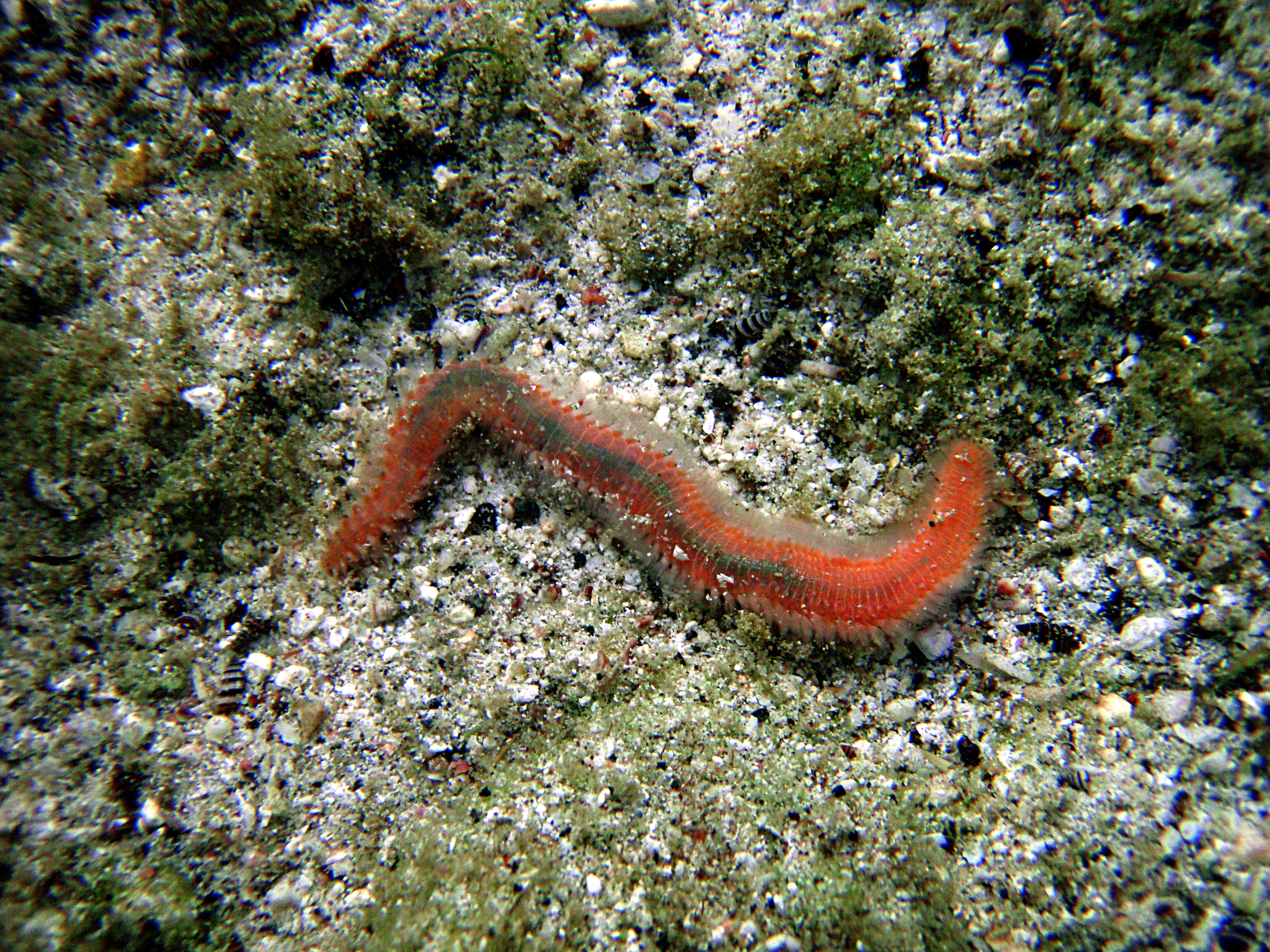
Eurythoe.
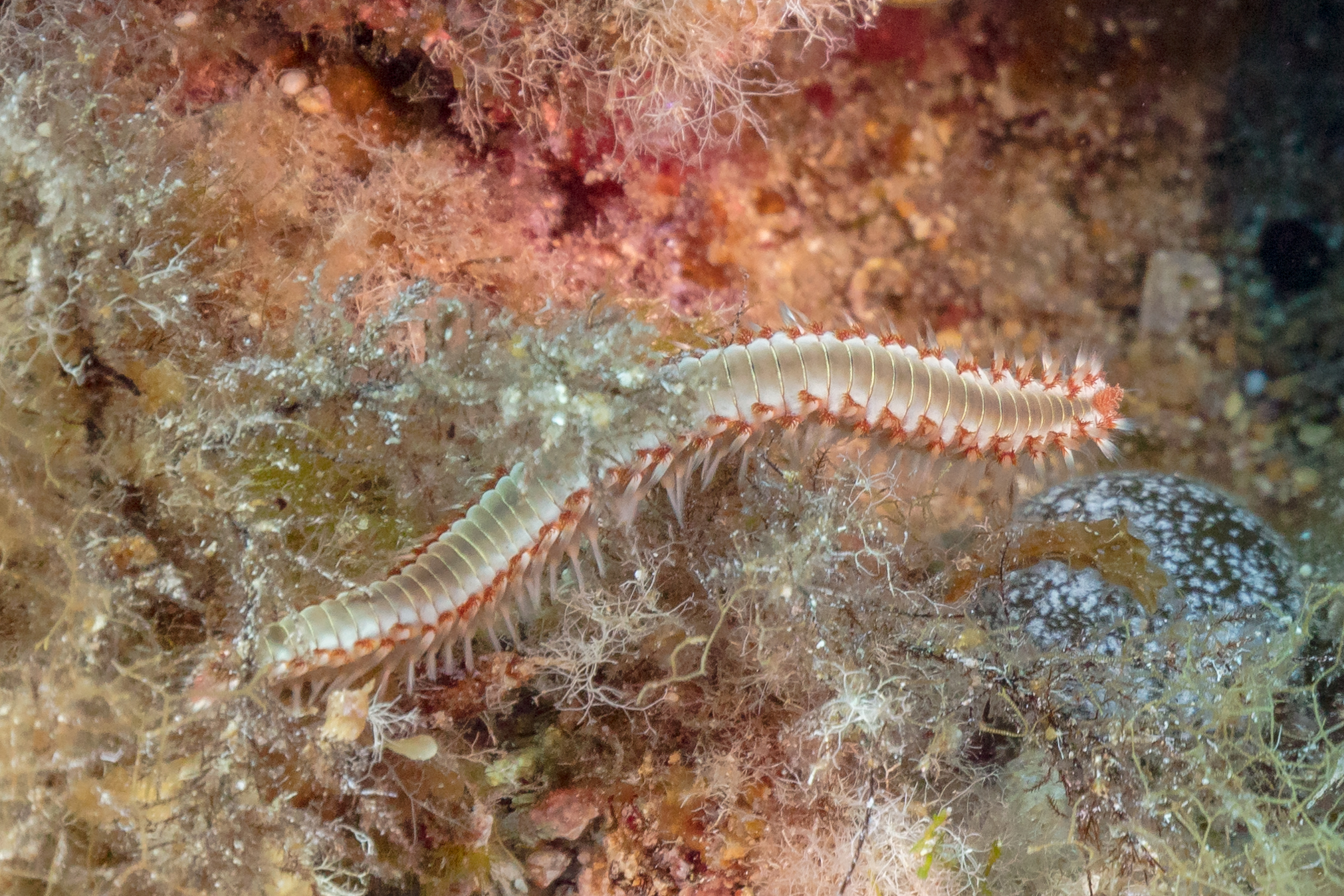
Hermodice.
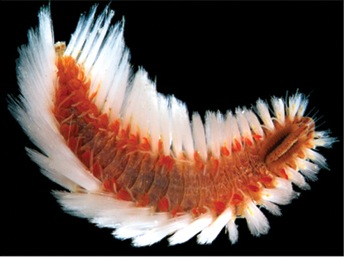
Notopygos.
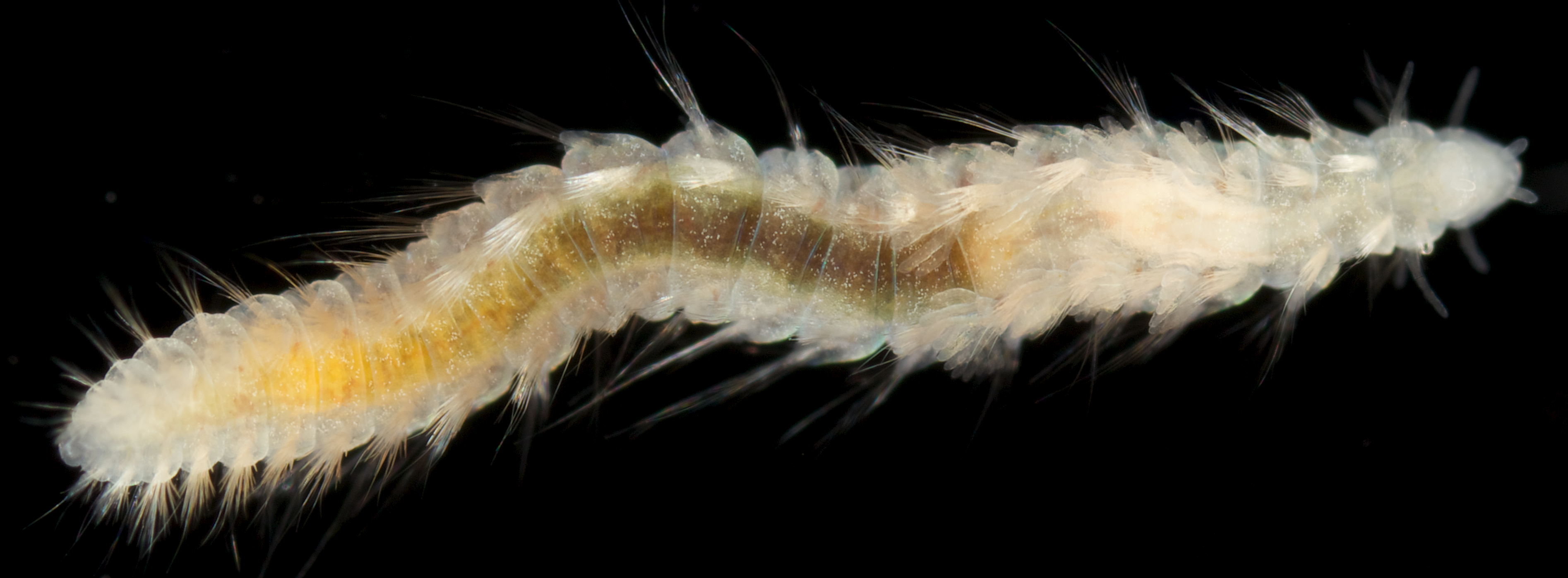
Paramphinome.
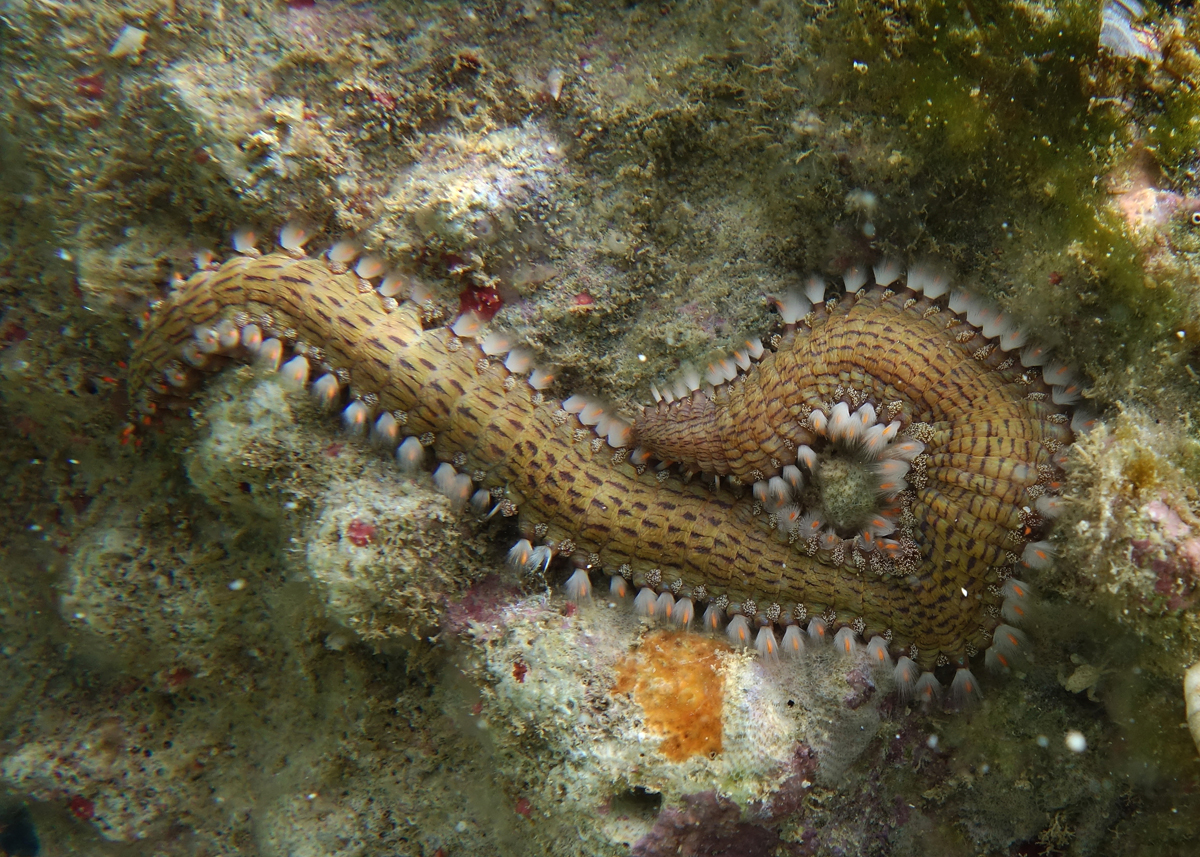
Pherecardia.
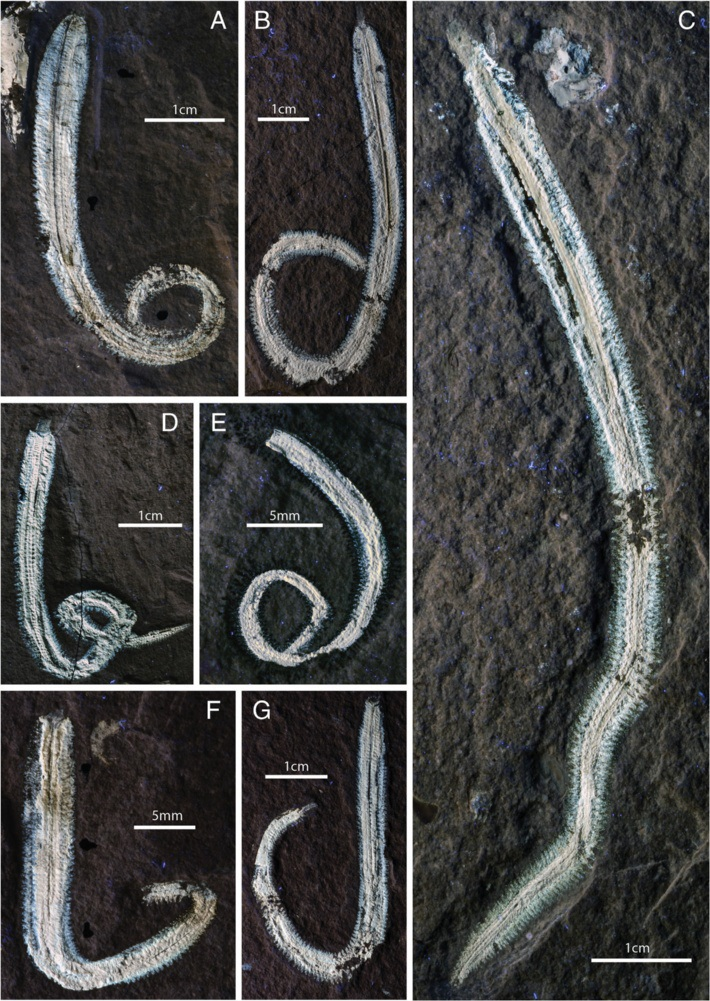
Rollinschaeta.